# Jeremy Linn
	Jeremy Porter Linn (Harrisburg (Pennsylvania), 6 januari 1975) is een Amerikaans zwemmer.

## Biografie
Linn won tijdens de Olympische Zomerspelen van 1996 in eigen land de gouden medaille op de 4x100m wisselslag. Tijdens dezelfde spelen won Linn de zilveren medaille op de 100m schoolslag achter de Belg Frédérik Deburghgraeve.

## Internationale toernooien
| Jaar | Olympische Spelen                   | WK langebaan                                                        | Pan Pacs                              |
| ---- | ----------------------------------- | ------------------------------------------------------------------- | ------------------------------------- |
| 1995 |                                     |                                                                     | 4e 100m schoolslag 9e 200m schoolslag |
| 1996 | 100m schoolslag · 4x100m wisselslag |                                                                     |                                       |
| 1997 |                                     |                                                                     | series 100m schoolslag                |
| 1998 |                                     | 16e 100m schoolslag · 4x100m wisselslag · Linn zwom enkel de series |                                       |

1960: McKinney, Hait, Larson, Farrell ·
1964: Mann, Craig, Schmidt, Clark ·
1968: Hickcox, McKenzie, Russell, Walsh ·
1972: Stamm, Bruce, Spitz, Heidenreich ·
1976: Naber, Hencken, Vogel, Montgomery ·
1980: Kerry, Evans, Tonelli, Brooks ·
1984: Carey, Lundquist, Morales, Gaines ·
1988: Berkoff, Schroeder, Biondi, Jacobs ·
1992: Rouse, Diebel, Morales, Olsen ·
1996: Rouse, Linn, Henderson, Hall ·
2000: Krayzelburg, Moses, Crocker, Hall ·
2004: Peirsol, Hansen, Crocker, Lezak ·
2008: Peirsol, Hansen, Phelps, Lezak ·
2012: Grevers, Hansen, Phelps, Adrian ·
2016: Murphy, Miller, Phelps, Adrian  ·
2020: Murphy, Andrew, Dressel, Apple  ·
2024: Xu, Qin, Sun, Pan